# Tvåfläckig strandlöpare
Tvåfläckig strandlöpare (Bembidion biguttatum) är en skalbaggsart som först beskrevs av Fabricius 1779.  Tvåfläckig strandlöpare ingår i släktet Bembidion, och familjen jordlöpare. Arten är reproducerande i Sverige.